# Whitfield-Preis
Der Whitfield-Preis (engl. Whitfield Prize) war ein jährlich von der Royal Historical Society (RHS) verliehener Preis für das beste Buch zur britischen oder irischen Geschichte des Jahres. Es muss das erste Buch des Autors auf diesem Gebiet sein. Der Preis war (Stand 2015) mit 1000 Pfund dotiert und wurde seit 1976 verliehen.
Bis 2013 bezog sich das Jahr des Preises auf den jeweiligen Wettbewerbszeitraum, wenn auch der Preis erst im Folgejahr vergeben wurde. Seit 2015 wurde als Jahr des Preises das Vergabejahr angegeben.
Beginnend mit dem Jahr 2025 gibt die RHS die Trennung zwischen britisch/irischer (Whitfield-Preis) und nicht-britisch/irischer Geschichte (Gladstone-Preis) auf und vergibt nur noch einen First Book Prize mit jährlich zwei Preisträgern.

## Preisträger
- 1977: K. D. Brown, John Burns
- 1978: Marie Axton, The Queen's Two Bodies: Drama and the Elizabethan Succession
- 1979: Patricia Crawford, Denzil Holles, 1598–1680: A study of his Political Career
- 1980: D. L. Rydz, The Parliamentary Agents: A History
- 1981: Scott M. Harrison, The Pilgrimage of Grace in the Lake Counties, 1536–7
- 1982: Norman L. Jones, Faith by Statute: Parliament and the Settlement of Religion, 1559
- 1983: Peter Clark, The English Alehouse: A social history, 1200–1830
- 1984: David Hempton, Methodism and Politics in British Society, 1750–1850
- 1985: K. D. M. Snell, Annals of the Labouring Poor
- 1986: Diarmaid MacCulloch, Suffolk and the Tudors: Politics and Religion in an English County, 1500–1600
- 1987: Kevin M. Sharpe, Criticism and Compliment: The politics of literature in the England of Charles I
- 1988: J. H. Davis, Reforming London, the London Government Problem, 1855–1900
- 1989: A. G. Rosser, Medieval Westminster, 1200–1540
- 1990: Duncan M. Tanner, Political change and the Labour party, 1900–1918
- 1991: Tessa Watt, Cheap Print and Popular Piety, 1550–1640
- 1992: Christine Carpenter, Locality and Polity: A Study of Warwickshire Landed Society, 1401 -1499
- 1993: Jeanette M. Neeson, Commoners: common right; enclosure and social change in England, 1700- 1820
- 1994: V. A. C. Gatrell, The Hanging Tree: Execution and the English people, 1770–1868
- 1995: Kathleen Wilson, The Sense of the People: Politics, Culture and Imperialism in England, 1715–1785
- 1996: Paul D. Griffiths, Youth and Authority Formative Experience in England, 1560–1640
- 1997: Christopher Tolley, Domestic Biography: the legacy of evangelicalism in four nineteenth-century families
- 1998: Amanda Vickery, The Gentleman’s Daughter: Women’s Lives in Georgian England
- 1999: John Walter, Understanding Popular Violence in the English Revolution: The Colchester Plunderers
- 2000: Adam Fox, Oral and Literate Culture in England, 1500–1700
- 2001: John Goodall, God's House at Ewelme: Life, Devotion and Architecture in a Fifteenth Century Almshouse
- 2001: Frank Salmon, Building on Ruins: The Rediscovery of Rome and English Architecture
- 2002: Ethan H. Shagan, Popular Politics and the English Reformation
- 2003: Christine Peters, Patterns of Piety: Women, Gender and Religion in Late Medieval and Reformation England
- 2004: M. J. D. Roberts, Making English Morals: Voluntary Association and Moral reform in England, 1787–1886
- 2005: Matt Houlbrooke, Queer London
- 2006: Kate Fisher, Birth Control, Sex and Marriage in Britain, 1918–1960
- 2007: Stephen Baxter, The Earls of Mercia: Lordship and Power in Late Anglo-Saxon England
2008: Duncan Bell, The Idea of Greater Britain: Empire and the Future of World Order, 1860–1900
- 2008: Stephen M. Lee, George Canning and Liberal Toryism, 1801–1827
2008: Frank Trentmann, Free Trade Nation: Commerce, Consumption and Civil Society in Modern Britain
- 2009: Nicholas Draper, The price of emancipation: slave-ownership, compensation and British society at the end of slavery
- 2010: Arnold Hunt, The Art of Hearing: English Preachers and their Audiences 1590-1640
- 2011: Jacqueline Elizabeth Rose, Godly Kingship in Restoration England: The Politics of The Royal Supremacy, 1660–1688
- 2012: Ben Griffin, The Politics of Gender in Victorian Britain. Masculinity, Political Culture and the Struggle for Women’s Rights
- 2013: Scott Sowerby, Making Toleration: The Repealers and The Glorious Revolution
- 2015: John Sabapathy, Officers and Accountability in Medieval England 1170–1300
- 2016: Aysha Pollnitz, Princely Education in Early Modern Britain
- 2017: William Cavert, The Smoke of London: Energy and Environment in the Early Modern City
2017: Alice Taylor, The Shape of the State in Medieval Scotland, 1124–1290
- 2018: Brian Hall, Communications and British Operations on the Western Front, 1914–1918
- 2019: Ryan Hanley, Beyond Slavery and Abolition: Black British Writing, c.1770–1830
- 2020: Niamh Gallagher, Ireland and the Great War: A Social and Political History
- 2021: Jackson Armstrong, England’s Northern Frontier: Conflict and Local Society in the Fifteenth-Century Scottish Marches
- 2022: Kristin D. Hussey, Imperial Bodies in London Empire, Mobility, and the Making of British Medicine, 1880–1914
- 2023: Síobhra Aiken, Spiritual Wounds. Trauma, Testimony & the Irish Civil War
- 2024: Sara Caputo, Foreign Jack Tars: The British Navy and Transnational Seafarers during the Revolutionary and Napoleonic Wars